# Neomys anomalus
Espèce
Statut de conservation UICN

 LC  : Préoccupation mineure
Neomys anomalus, appelé Musaraigne de Miller ou Crossope de Miller (Neomys anomalus) est une musaraigne aquatique dont l'aire de répartition s'étend du sud à l'est de l'Europe. En français, elle est nommée en hommage au zoologiste américain Gerrit Smith Miller, Jr (1869-1956).
Un peu moins grosse que la musaraigne d'eau, c'est une espèce moins inféodée aux milieux aquatiques.
Sa répartition est plus sporadique que l'autre musaraigne aquatique d'Europe. Elle se rencontre en France dans tous les massifs montagneux jusqu'à 2000 m d'altitude.
Selon certains auteurs, cette espèce serait une relique pré-glaciaire liée aux milieux humides plutôt qu'à la présence d'eau libre. Bien que favorisée par les cours d'eau, la musaraigne de Miller paraît plus liée que la musaraigne aquatique aux marais et aux prés humides. Toutefois les deux espèces peuvent vivre aux mêmes endroits et s'y nourrir des mêmes proies. En cas de compétition, la Musaraigne de Miller a un pourcentage plus élevé de proies terrestres, comme les lombrics, dans sa nourriture.
Les mesures effectuées sur des centaines de mandibules de Crossopes provenant de Lorraine ont permis de déceler avec certitude la présence de la Musaraigne de Miller dans des localités des collines sous-vosgiennes.

## Description
Ressemble beaucoup à la Musaraigne Aquatique, mais plus petite, queue ronde et plus courte. Pelage toujours bicolore, dos foncé, ventre blanchâtre.
Moins adapté à la vie aquatique : les poils raides sous la queue et sur les petites pattes postérieur sont moins visibles.
- Longueur tête-corps : 6.4 - 8.8 cm
- Longueur de la queue : 4.2 - 6.4 cm
- Pelage : 8 - 16 g

## Répartition et habitat
Neomys anomalus a une répartition mondiale inégale en Europe continentale et en Asie Mineure. On le trouve dans certaines parties de l'Europe centrale et méridionale depuis l'Espagne et le Portugal à l'Ouest jusqu'au milieu du fleuve Don et l'Iran à l'Est, mais son aire de répartition est fragmentée. Elle est enregistrée depuis le niveau de la mer jusqu'à 1850 m.

## Comportement
Cette musaraigne adopte un style de vie similaire à celui de la Musaraigne aquatique, mais est moins inféodée au milieu aquatique.

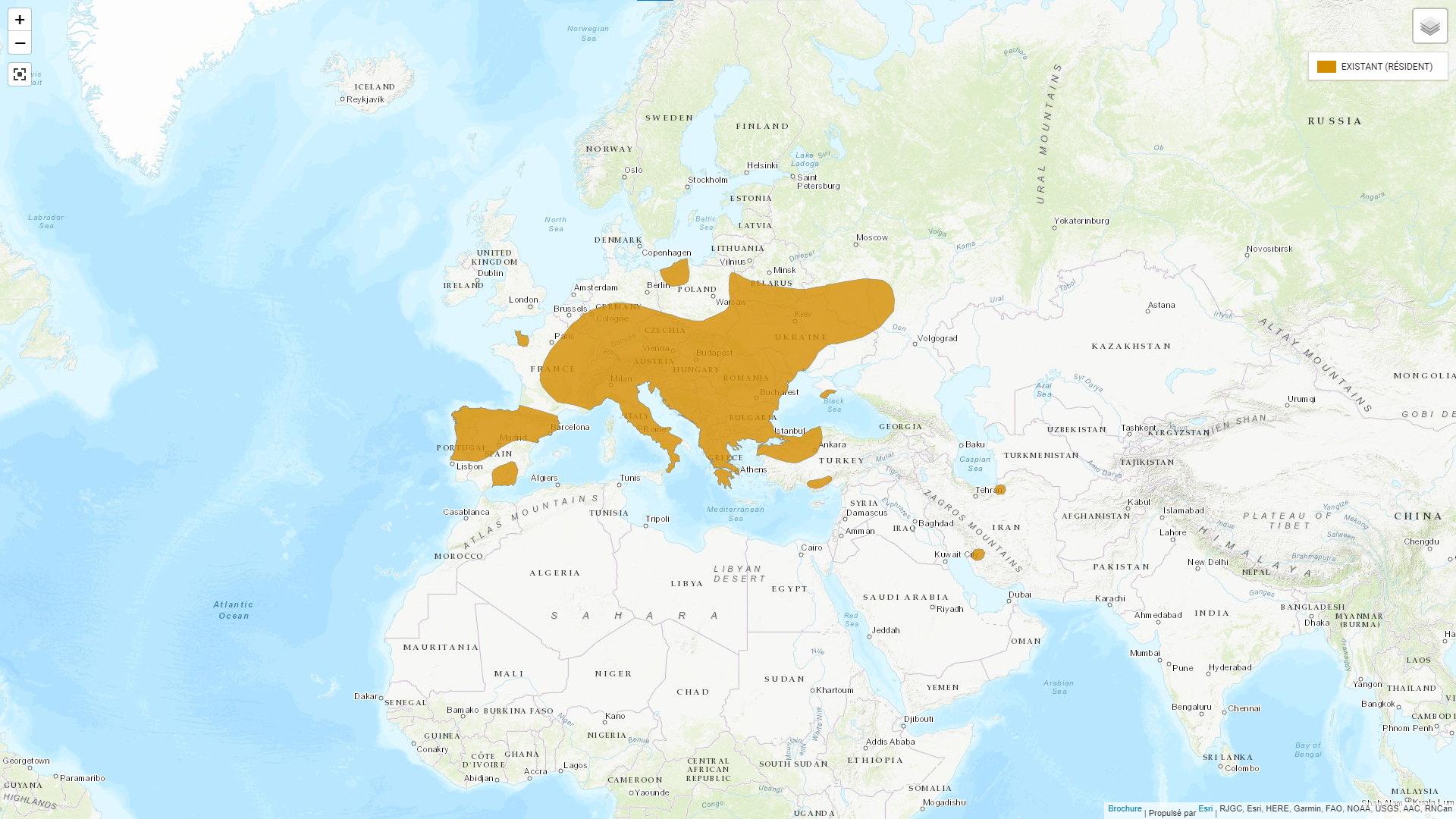
Carte de répartition de l'espèce

La Musaraigne de Miller représente vraisemblablement la forme primitive qui a donné naissance à la Musaraigne aquatique (en tant qu'espèce plus spécialisée).

## Alimentation
Environ  50 % de sa nourriture est constituée d'invertébrés aquatiques qu'elle capture sous l'eau.